# Scilla bithynica
Scilla bithynica là một loài thực vật có hoa trong họ Măng tây. Loài này được Boiss. miêu tả khoa học đầu tiên năm 1846.